# ASOS
ASOS est une entreprise de commerce électronique de vêtements et cosmétiques principalement destinée à une clientèle jeune. L'entreprise est créée en 2000 par Nick Robertson et Quentin Griffiths, dans le quartier de Camden Town à Londres au Royaume-Uni. Asos est cotée à la bourse de Londres.
Comme d'autres acteurs majeurs de la fast fashion, l'entreprise fait l'objet de critiques au sujet de son impact social et environnemental.

## Histoire
En 1999, Quentin Griffiths et Nick Robertson changent les noms AsSeenOnScreen Holding PLC et AsSeenOnScreen Limited par ASOS PLC et ASOS.com Limited. L'idée était de créer une boutique en ligne sur Internet permettant aux clients d’acheter des vêtements et accessoires portés par des célébrités ou figurant dans des séries et films.
Depuis 2001, la marque est cotée au London Stock Exchange. En 2002, le logo Asos est utilisé sur des fournitures de bureau et sur le site ASOS. En 2003, les actionnaires renouvellent la marque en réduisant son nom par ASOS. 
ASOS est un bureau international possédant un site Web dans plusieurs pays du monde, et livrant également ses produits dans plus de 190 pays. Le site web français de la marque est mis en ligne en 2011.
ASOS emploie plus de 4 000 personnes par an[réf. nécessaire], dont 60 stylistes travaillant au siège de la marque, située à Londres. 
En 2017, soit dix-sept ans après sa création, ASOS revendique 15,4 millions de clients actifs dans le monde. Selon le principe de la fast fashion, le site web commercialise 2 000 nouveaux vêtements sur sa plateforme chaque semaine.
En février 2021, ASOS annonce l'acquisition des marques Topshop, Topman, Miss Selfridge et HIIT à Arcadia pour 265 millions de livres. ASOS annonce également l'acquisition de 30 millions de livres de stocks de vêtements de ces marques, sans inclure les magasins associés à ces marques. Cette acquisition inclut cependant 300 employés. À la suite de l'invasion russe de l'Ukraine en 2022, ASOS a suspendu ses activités en Russie

## Actionnaires
Au 16 août 2021 :
| Nom                                                  | %     |
| Aktieselskabet AF 5/5/2010 (Bestseller (entreprise)) | 26,4% |
| Capital Research & Management (World Investors)      | 9,74% |
| T. Rowe Price Associates (Investment Management)     | 5,49% |
| T. Rowe Price International                          | 5,48% |
| Camelot Capital Partners                             | 5,2%  |
| Jupiter Asset Management                             | 4,99% |
| Baillie Gifford                                      | 4,99% |
| Allianz Global Investors                             | 4,06% |
| Nick Robertson (en)                                  | 3,34% |
| American Century Investment Management               | 2,13% |

## Controverses
Considérée comme l'un des représentants de la fast fashion — dont le modèle est accusé de provoquer un désastre écologique — Asos est, comme d'autres géants du secteur, mise en cause depuis le milieu des années 2010 pour ses pratiques délétères : augmentation démesurée des volumes de production, utilisation massive de la viscose, pollution, emploi de mineurs dans les entreprises sous-traitantes,...
En 2020, durant la pandémie de Covid-19, un syndicat dénonce les conditions de travail dans un entrepôt du groupe situé à Grimethorpe, en Angleterre.